# برلینگتن (کنتاکی)
برلینگتن (به انگلیسی: Burlington) شهری در ایالت کنتاکی کشور ایالات متحده آمریکا است که جمعیت آن در سرشماری سال ۲۰۱۰ میلادی، ۱۵٬۹۲۶ نفر بوده‌است.